# Kántor Mihály (tanító)
Kántor Mihály (Tiszakarád, 1885. január 31. – Cigánd, 1968. szeptember 2.) tanító, néprajzi gyűjtő, a Bodrogköz amatőr néprajzkutatója, Cigánd egykori „oskolamestere” , aki sokat tett a néphagyományok ápolásáért és a népi kultúra megőrzéséért.

## Élete
1885. január 31-én született Tiszakarádon szegény, földműves családban. Szülei nem akarták taníttatni, de tanítója Berecz Károly felkeltette néprajzi érdeklődését és a sárospataki Állami Tanítóképzőben való tanulását is lehetővé tette.  Az iskola elvégzése után 1905-ben került előtanítónak Cigándra, majd egy év múlva véglegesítették. 1906 és 1946 között a cigándi református elemi iskola igazgató-tanítója volt, majd 1948-tól 1958-ig az általános iskolában tanított.

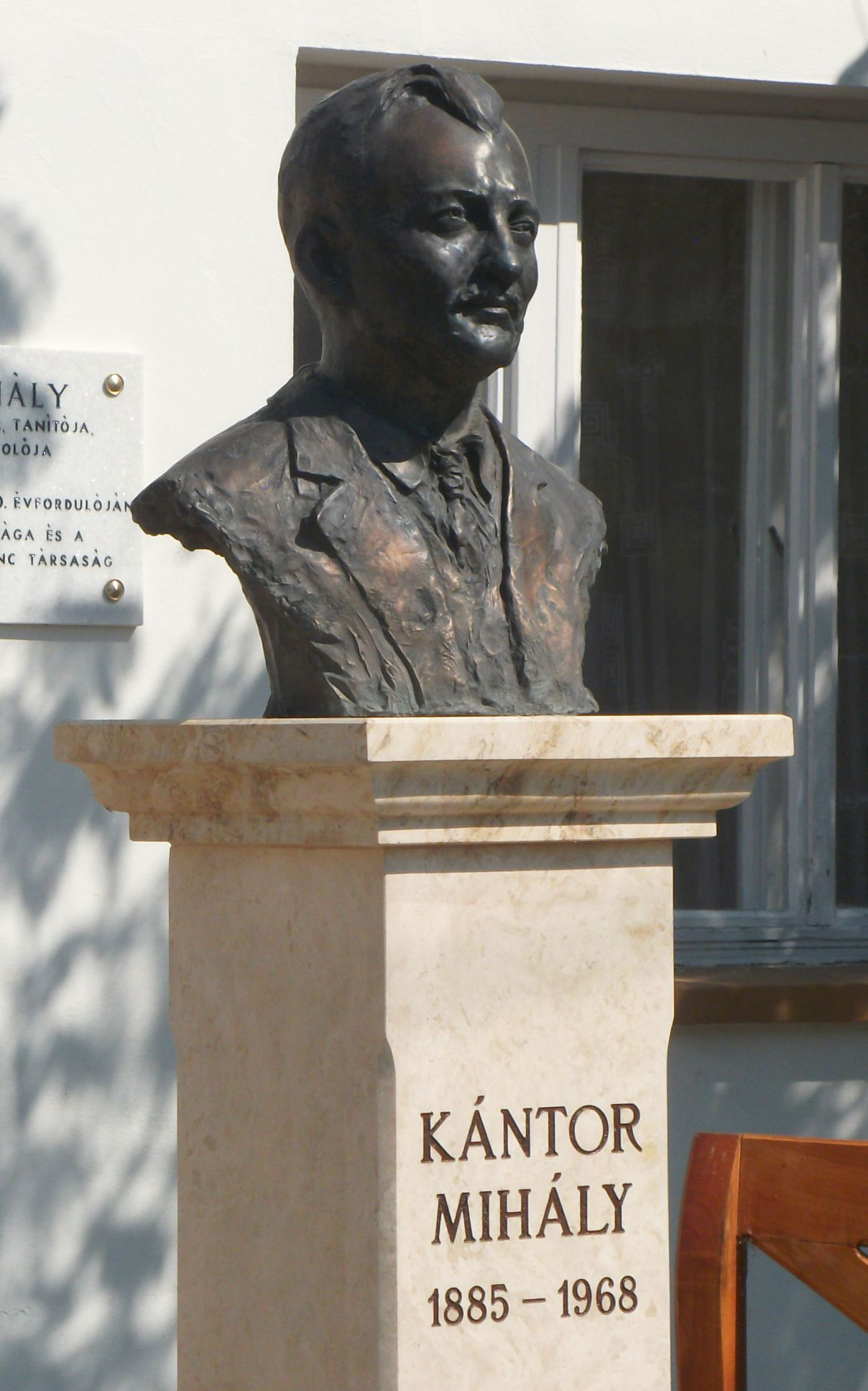
Kántor Mihály mellszobra Cigándon (2012.)

 Tanítói munkája mellett rendszeresen foglalkozott néprajzi és helytörténeti kutatással. Közvetlen kapcsolatot tartott a néprajztudomány vezető egyéniségeivel: Bátkay Zsigmonddal, Lajtha Lászlóval és Gönyei Sándorral. 1909-ben jelent meg első néprajzi jellegű dolgozata Az ódalgazda, 1910-ben pedig a Bodrogközi szólásmódok című gyűjteménye. 1925-től sorra jelentek meg tanulmányai, részdolgozatai. 1927-ben írta a cigándi nép táplálkozási szokásairól írt Az ezeréves cigándi malom című művét, amelyet Sátoraljaújhelyben a cigándi előestén elő is adott. 1932-ben a Bodrogköz című kiadványa és 1940-ben Népművészet Zemplénben címmel jelentek meg publikációi.
Néptanítóhoz híven aktívan rész vett a közéleti munkában is. 1911-ben megalapította a Keresztyén Ifjúság Egyesületet. Szintén alapítója és egyben vezetője is volt a Levente Egyesületnek és a Magyar Búzavirág táncegyüttesnek, amely legnagyobb sikerét a cigándi keménycsárdással érte el. 
Gyűjtötte a kender és len feldolgozásával kapcsolatos adatokat, szőtteseket.  Gyűjtésének legszebb darabjaiból kiállítást rendezett, amit a Néprajzi Múzeum vezetői, köztük Győrffy István is megtekintettek. A cigándiak kiemelkedően szép szőtteseinek múltjával, jelenével és formakincsével kapcsolatos gyűjteménye 1961-ben jelent meg, Bodrogközi len- és kendermunkák című könyvecskéjében. A Bodrogköz tárgyi néprajzával foglalkozók számára ez a kiadvány mindmáig alapmunkának számít.
Kántor Mihály valósággal szerelmese volt szülőföldjének, ennek a világtól elzárt sajátos településű bodrogközi tájnak. Kutatta a múltját, jelenét, s okleveles adatok alapján színesen, olvasmányosan írta meg a Bodrogköz történetét. Gyűjtötte és tanulmányokban feldolgozta a bodrogközi néphagyományokat. Szenvedélyesen gyűjtötte a népszokásokat, meséket, táncokat, dalokat. A ma is népszerű és híres cigándi népdal a ”Szárnya, szárnya, szárnya a madárnak, / Nincsen párja a cigándi lánynak. / Tele van a, tele van a / Szája édes csókkal, / Zsebkendője csörgős mogyoróval…” is Kántor Mihály gyűjtéséből való.  Nyomtatásban megjelent munkáin kívül, gazdag kéziratos anyag is maradt utána.

| „               | Aki a népélettel foglalkozik, az nem lehet rossz ember, mert a néppel csak az tud foglalkozni, aki vele együtt érez. E nélkül az együttérzés nélkül etnográfiával, néprajzzal foglalkozni teljes lehetetlenség. | ” |
| – Kántor Mihály | |   |

## Főbb művei
- Az ódalgazda (1909)
- Bodrogközi szólásmódok (1910)

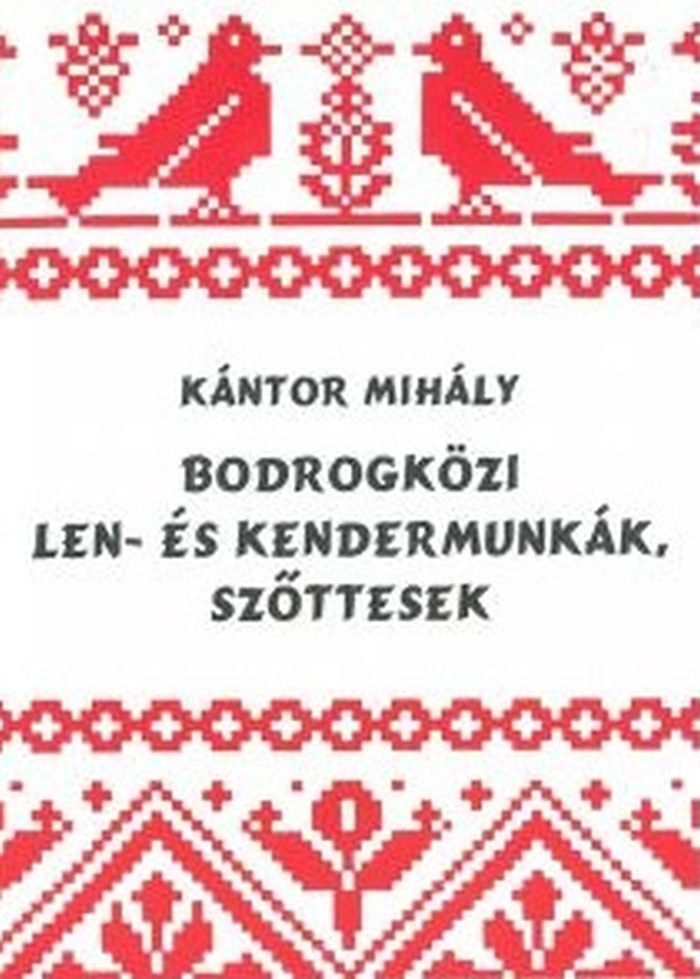
Kántor Mihály egyik könyvének címlapja (2002).

- Bodrogközi adatok a sarlós aratáshoz (1926)
- Hogyan készül a karikás? (1927)
- Az ezeréves cigándi malom (1927)
- Cigándi cigányok gyékénymunkája (1929)
- Bodrogköz (1932)
- Sárospatak és vidéke (Gulyás Józseffel, Budapest, 1933)
- Bodrogközi len- és kendermunkák, szőttesek (Sárospatak, 1961)

## Emlékezete

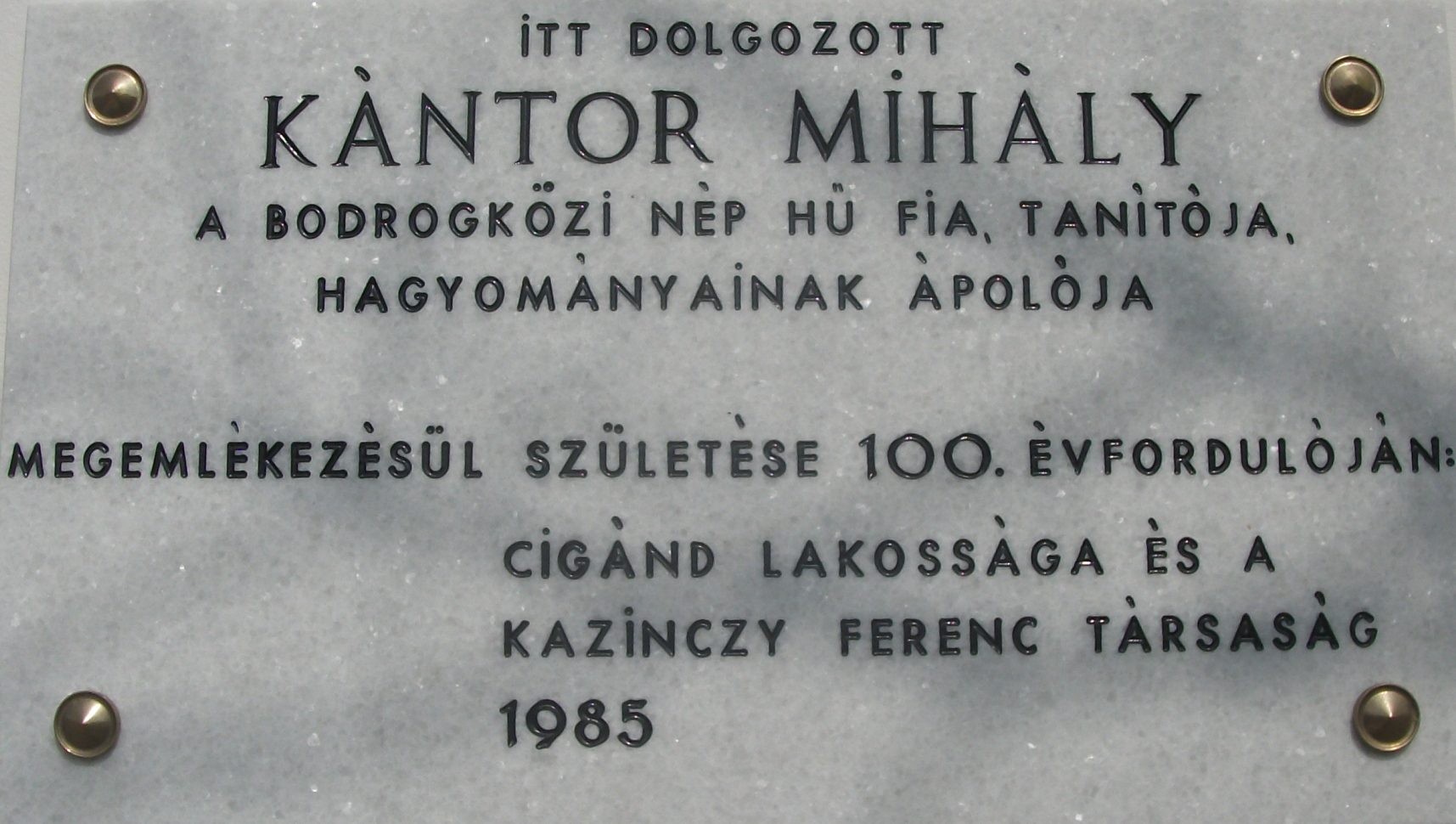
Kántor Mihály emléktáblája Cigándon (2013)

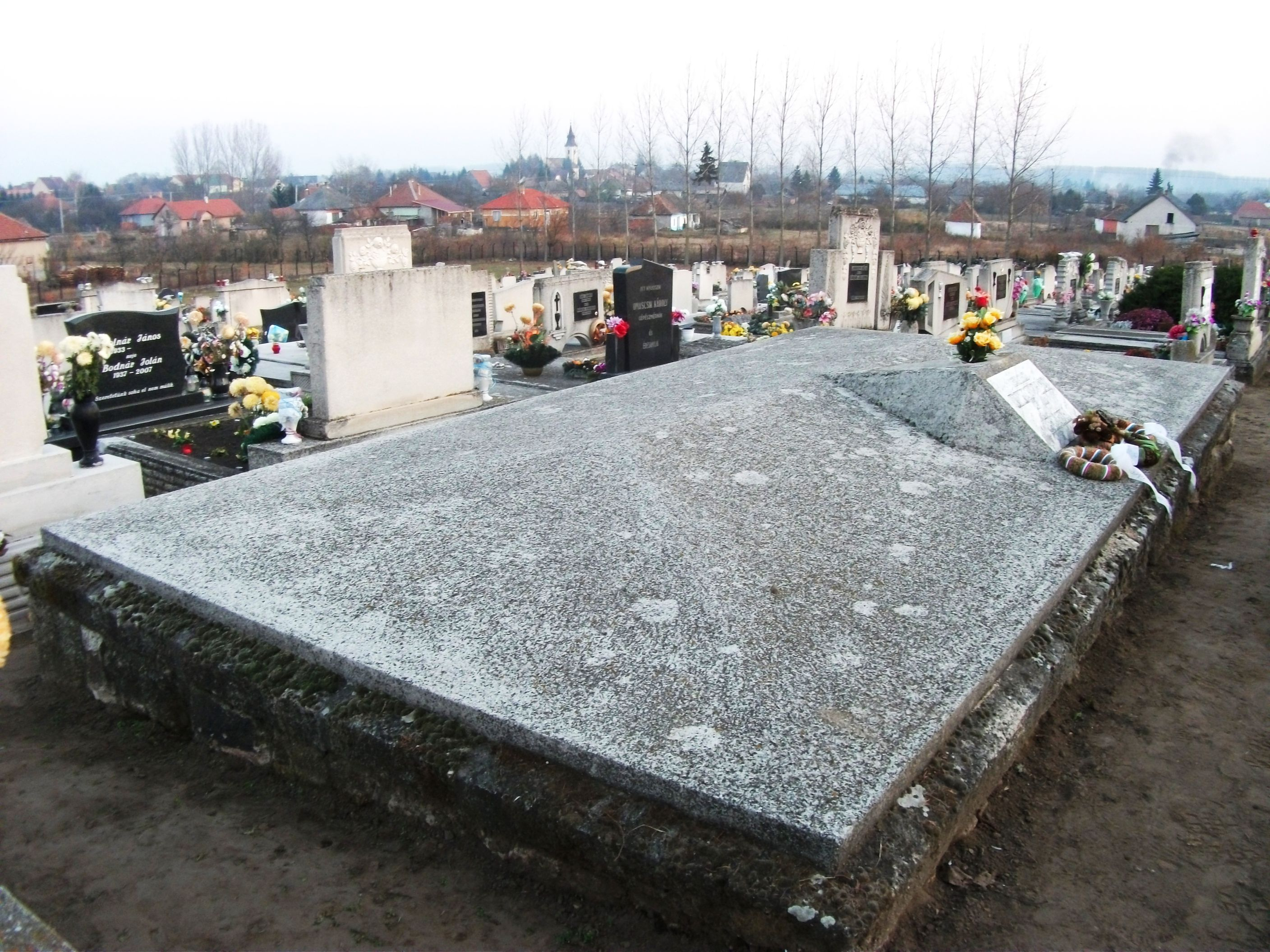
Kántor Mihály családi sírja Cigándon (2011)

- 1993-ban tiszteletére Cigánd Város Önkormányzata[Mj. 2] létrehozta a Kántor Mihály-díjat. [9]
- 1998-ban a cigándi Általános Iskola felvette Kántor Mihály nevét.
- 2003-tól márványtábla örökíti meg Cigándon a száz esztendeje született Kántor Mihálynak, a község kiváló tanítójának, a bodrogköz jeles néptanítójának az emlékét.[Mj. 3]
- 2012. augusztus 19-én felavatták Kántor Mihály bronzból készült mellszobrát, a róla elnevezett általános iskola előtti utcafronton.[10] amely Czigándy Varga Sándor alkotása.

A Bodrogközi Múzeumporta tájházában számos személyes tárgya látható.
Síremléke a cigándi köztemetőben található.